# Конні Параскевін
Конні Параскевін (англ. Connie Paraskevin, 4 липня 1961) — американська велогонщиця і ковзанярка.
Бронзова призерка Олімпійських Ігор 1988 року в спринті, учасниця 1992, 1996 років.
Чемпіонка світу з трекових велоперегонів 1982 (спринт), 1983 (спринт), 1984 (спринт), 1990 (спринт) років, срібна призерка 1985 року в спринті, бронзова призерка 1986 (спринт), 1987 (спринт), 1991 (спринт) років.
Дворазова бронзова призерка Чемпіонату світу з ковзанярського спорту 1978.